# Exciter Tour
Exciter Tour - шістнадцятий тур британської групи Depeche Mode.

## Треклист
1. Easy Tiger
2. The Dead of Night
3. The Sweetest Condition
4. Halo
5. Walking in My Shoes
6. Dream On
7. When the Body Speaks
8. Waiting for the Night
9. The Bottom Line
10. Surrender
11. Dressed in Black
12. Sister of Night
13. Condemnation
14. Judas
15. It Doesn't Matter Two
16. Somebody
17. Breathe
18. Freelove
19. Enjoy the Silence
20. I Feel You
21. In Your Room
22. It's No Good
23. I Feel Loved
24. Personal Jesus
25. World Full of Nothing
26. Home
27. Clean
28. Condemnation
29. Black Celebration
30. Never Let Me Down Again

## Концерти
1. 4 червня 2001 Лос-Анджелес, США
2. 11 червня 2001 Квебек, Канада
3. 13 червня 2001 Оттава, Канада
4. 15 червня 2001 Монреаль, Канада
5. 16 червня 2001 Торонто, Канада
6. 19 червня 2001 Сент-Пол, США
7. 20 червня 2001 Мілвокі, США
8. 22 червня 2001 Чикаго, США
9. 23 червня 2001 Детройт, США
10. 24 червня 2001 Клівленд, США
11. 27 червня 2001 Нью-Йорк, США
12. 28 червня 2001 Нью-Йорк, США
13. 30 червня 2001 Філадельфія, США
14. 1 липня 2001 Бостон, США
15. 3 липня 2001 Wantagh, США
16. 5 липня 2001 Вашингтон, США
17. 7 липня 2001 Форт-Лодердейл, США
18. 8 липня 2001 Тампа, США
19. 9 липня 2001 Атланта, США
20. 13 липня 2001 Новий Орлеан, США
21. 14 липня 2001 Х'юстон, США
22. 15 липня 2001 Сан-Антоніо, США
23. 17 липня 2001 Даллас, США
24. 19 липня 2001 Лас-Крусес, США
25. 20 липня 2001 Альбукерке, США
26. 21 липня 2001 Денвер, США
27. 23 липня 2001 Солт-Лейк-Сіті, США
28. 27 липня 2001 Портленд, США
29. 28 липня 2001 Ванкувер, Канада
30. 29 липня 2001 Сієтл, США
31. 1 серпня 2001 Сакраменто, США
32. 3 серпня 2001 Конкорд, США
33. 4 серпня 2001 Сан-Франциско, США
34. 5 серпня 2001 Санта-Барбара, США
35. 8 серпня 2001 Лас-Вегас, США
36. 10 серпня 2001 Фінікс, США
37. 11 серпня 2001 Сан-Дієго, США
38. 14 серпня 2001 Лос-Анджелес, США
39. 15 серпня 2001 Лос-Анджелес, США
40. 18 серпня 2001 Анахайм, США
41. 19 серпня 2001 Анахайм, США
42. 28 серпня 2001 Таллінн, Естонія
43. 29 серпня 2001 Рига, Латвія
44. 31 серпня 2001 Вільнюс, Литва
45. 2 вересня 2001 Варшава, Польща
46. 4 вересня 2001 Прага, Чехія
47. 5 вересня 2001 Берлін, Німеччина
48. 6 вересня 2001 Берлін, Німеччина
49. 8 вересня 2001 Гамбург, Німеччина
50. 9 вересня 2001 Лейпциг, Німеччина
51. 11 вересня 2001 Відень, Австрія
52. 12 вересня 2001 Будапешт, Угорщина
53. 16 вересня 2001 Москва, Росія
54. 18 вересня 2001 Санкт-Петербург, Росія
55. 19 вересня 2001 Гельсінкі, Фінляндія
56. 21 вересня 2001 Стокгольм, Швеція
57. 22 вересня 2001 Осло, Норвегія
58. 23 вересня 2001 Копенгаген, Данія
59. 25 вересня 2001 Амневіль, Франція
60. 26 вересня 2001 Кельн, Німеччина
61. 27 вересня 2001 Кельн, Німеччина
62. 29 вересня 2001 Мюнхен, Німеччина
63. 30 вересня 2001 Мюнхен, Німеччина
64. 2 жовтня 2001 Нюрнберг, Німеччина
65. 3 жовтня 2001 Штутгарт, Німеччина
66. 4 жовтня 2001 Цюрих, Швейцарія
67. 6 жовтня 2001 Обергаузен, Німеччина
68. 7 жовтня 2001 Антверпен, Бельгія
69. 9 жовтня 2001 Париж, Франція
70. 10 жовтня 2001 Париж, Франція
71. 11 жовтня 2001 Франкфурт-на-Майні, Німеччина
72. 13 жовтня 2001 Барселона, Іспанія
73. 14 жовтня 2001 Мадрид, Іспанія
74. 17 жовтня 2001 Лондон, Велика Британія
75. 18 жовтня 2001 Лондон , Велика Британія
76. 20 жовтня 2001 Манчестер, Велика Британія
77. 21 жовтня 2001 Бірмінгем, Велика Британія
78. 23 жовтня 2001 Ліон, Франція
79. 24 жовтня 2001 Мілан, Італія
80. 25 жовтня 2001 Болонья, Італія
81. 28 жовтня 2001 Афіни, Греція
82. 30 жовтня 2001 Стамбул, Туреччина
83. 3 листопада 2001 Загреб, Хорватія
84. 5 листопада 2001 Мангайм (місто), Німеччина